# 特蕾西·麦克劳克兰
特蕾西·麦克劳克兰（英語：Tracey McLauchlan，1979年8月18日—），新西兰女子乒乓球运动员。她曾代表新西兰参加2002年英联邦运动会乒乓球比赛，获得女子团体铜牌。